# جمعية الطيران السعودية
جمعية الطيران السعودية (بالإنجليزية:  SAVAS)‏، هي أول جمعية سعودية مختصة في مجال الطيران، وتعنى بالعمل على تبني وتكريس المبادرات والأعمال والخطط والتقارير التي من شأنها التطوير والنهوض بمجال الطيران ويرأس مجلس إدارتها صاحب السمو الملكي الأمير طيار فهد بن مشعل بن سعود بن عبدالعزيز آل سعود. ومقرها الرياض.

## التأسيس
تعد جمعية الطيران السعودية أول جمعية مختصة في مجال الطيران في المملكة العربية السعودية، تأسست في 14 مارس 2018م، وتعنى بالعمل على تبني وتكريس المبادرات والأعمال والخطط والتقارير التي من شأنها التطوير والنهوض بمجال الطيران ومنتسبيه على مستوى المملكة العربية السعودية.